# Isturits
Isturits település Franciaországban, Pyrénées-Atlantiques megyében. Lakosainak száma 533 fő (2022. január 1.). Isturits Ayherre, Orègue, Saint-Esteben és Saint-Martin-d’Arberoue községekkel határos.

## Népesség
A település népességének változása:
| Lakosok száma | 475  | 500  | 524  | 518  | 518  | 517  | 518  | 536  | 533  |
|               | 2013 | 2015 | 2016 | 2017 | 2018 | 2019 | 2020 | 2021 | 2022 |